# Goodland (Kansas)
Goodland es una ciudad ubicada en el de condado de Sherman en el estado estadounidense de Kansas. En el año 2010 tenía una población de 4489 habitantes y una densidad poblacional de 393,77 personas por km².

## Geografía
Goodland se encuentra ubicada en las coordenadas 39°20′55″N 101°42′40″O / 39.34861, -101.71111 (39.348583, -101.711148).

## Demografía
Según la Oficina del Censo en 2000 los ingresos medios por hogar en la localidad eran de $31,356 y los ingresos medios por familia eran $38,309. Los hombres tenían unos ingresos medios de $28,589 frente a los $20,798 para las mujeres. La renta per cápita para la localidad era de $17,105. Alrededor del 12.1% de la población estaban por debajo del umbral de pobreza.